# Jezioro rzeczne

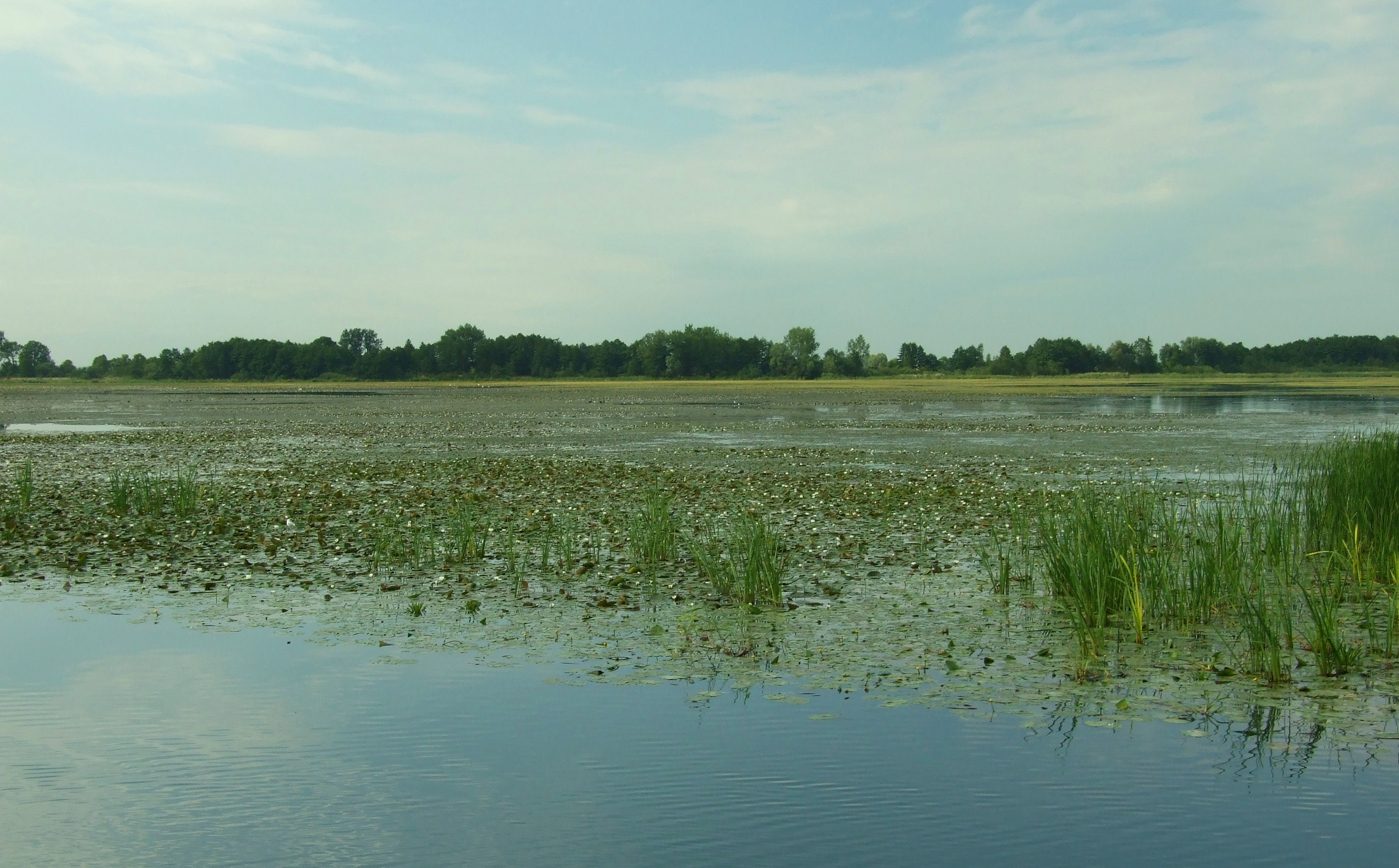
Jezioro Druzno w delcie Wisły

Jezioro rzeczne – typ jeziora (wyróżnianego genetycznie), znajdującego się w ramach dawnego lub obecnego biegu rzeki. Może być powstałe w odciętych meandrach (tzw. starorzecza) albo jezioro będące rozszerzeniem rzeki na pewnej długości jezioro korytowe albo wreszcie znajdować się w lub za deltą (np. Jezioro Dąbie).